# Helictopleurus villiersi
Helictopleurus villiersi là một loài bọ cánh cứng trong họ Bọ hung (Scarabaeidae).